# Henning Hopf

Henning Hopf (2014)

Henning Hopf (* 13. Dezember 1940 in Wildeshausen bei Oldenburg) ist ein deutscher Chemiker. Er war Professor am Institut für Organische Chemie der TU Braunschweig.

## Leben
Hopf studierte ab 1960 Chemie an der Universität Göttingen (als Stipendiat der Studienstiftung des deutschen Volkes) und ab 1963 mit einem Fulbright-Stipendium an der University of Wisconsin–Madison, an der er 1967 promoviert wurde (Stereochemistry of ion-pair return in p-substituted Benzhydryl-p-Nitrobenzoates). Er habilitierte sich 1972 in Karlsruhe (Isomerisierungs- und Additionsreaktionen von acyclischen {\displaystyle C_{6}H_{6}}-Isomeren), wurde 1975 Professor in Würzburg und erhielt 1978 einen Ruf auf den Lehrstuhl für Organische Chemie der TU Braunschweig. Bis zu seiner Emeritierung 2006 war er dort geschäftsführender Leiter des Instituts für Organische Chemie.
2004/5 war er Präsident der Gesellschaft Deutscher Chemiker (GDCh) und deren Ehrenmitglied. Hopf erhielt den Chemiepreis der Göttinger Akademie der Wissenschaften, die Adolf-von-Baeyer-Denkmünze, den Gay-Lussac-Humboldt-Preis, den Max-Planck-Forschungspreis, den Literaturpreis des Fonds der Chemischen Industrie (2001), die Gmelin-Beilstein-Denkmünze und den Primo-Levi-Preis (2023).
Hopf erhielt die Ehrendoktorwürden der Technischen Universität Bukarest und der Babeș-Bolyai-Universität in Klausenburg/Cluj (Rumänien).
Hopf befasst sich mit Cyclophanen, hochungesättigte Kohlenwasserstoffe (Alkine, Allene, Cumulene) in der organischen Synthese, gestörte Polyensysteme, alicyclische Verbindungen, neue planare p-Systeme, sowie Retinoide.
Er war Mitherausgeber der Chemischen Berichte und von Liebigs Annalen und war Literaturbeauftragter des Vorstands der GDCh. Er ist Mitglied der Göttinger Akademie der Wissenschaften, der Nordrhein-Westfälischen Akademie der Wissenschaften und der Künste sowie der Norwegischen Akademie der Wissenschaften.
Hopf übersetzte auch Bücher aus dem Englischen, so die „Reaktionsmechanismen der Organischen Chemie“ von Peter Sykes und „Organische Stereochemie“ von Samuel Wilen und Ernest L. Eliel.

## Schriften (Auswahl)
- Classics in Hydrocarbon Synthesis. Targets, Concepts, Perspectives. Wiley-VCH, Weinheim 2000, ISBN 3-527-29606-9 (erhielt den Literaturpreis des Fonds der Chemischen Industrie)
- mit Ralf Andreas Jakobi: Humoristische Chemie. Wiley-VCH, Weinheim 2003, ISBN 3-527-30628-5.
- herausgegeben mit Rolf Gleiter: Modern Cyclophane Chemistry. Wiley-VCH, Weinheim 2004, ISBN 3-527-30713-3.
- herausgegeben mit Harald Fritzsch, Jörg Hacker, Klaus Peter, Markus Schwoerer, Wolfgang Donner: Materie in Raum und Zeit. Hirzel, Stuttgart 2005, ISBN 3-7776-1375-4.
- mit anderen: Nachhaltiges organisches Praktikum. Harri Deutsch, Frankfurt 2005.
- Science of Syntheses. Band 43: Acetylenes. 2008.